# Vasvári Emese
Vasvári Emese (Békéscsaba, 1966. december 29. –) magyar színésznő.

## Családja
Szülei Vasvári Mihály és Flender Judit, ikertestvére Vasvári Csaba volt színművész, kulturális innovációs menedzser.

## Életpályája
1989 és 1993 között a Színház- és Filmművészeti Főiskola hallgatója volt Szirtes Tamás osztályában. 1993 és 1997 között a Madách Színház tagja volt. 1997-ben a Bárka Színház alapító tagja, ahol tíz produkcióban is szerepelt. Később találkozni nevével (többek között) a TÁP Színház, a Komáromi Jókai Színház, a Gózon Gyula Kamaraszínház, a Kassai Thália Színház, az RS9 Színház, a Bartók Kamaraszínház és Művészetek Háza, valamint az Orlai Produkciós Iroda előadásainak címlapján is.

## Színházi szerepei
A Színházi Adattárban regisztrált bemutatóinak száma: 57.
- Csetényi Anikó: A piros esernyő....
- Szirmai Albert: Mágnás Miska....
- Békeffi István: A régi nyár....Lulu
- William Shakespeare: 
  - Ahogy tetszik....Juci; Célia
  - Szentivánéji álom ....Heléna
  - Lear....Cordelia
- Delaney: Egy csepp méz....Lány
- Orton: Amit a lakáj látott....Geraldine Barclay
- Presser Gábor: Jó estét nyár, jó estét szerelem....Katalin
- Poliakoff: ...És te, szépségem, igen-igen, te....Nicola Davies
- Németh Ákos: Müller táncosai....Rita
- Heltai Jenő: 
  - Az orvos és a halál....Harmadik fiatal ápolónő
  - A fehér rózsás úr....Virágárus asszony
  - Menazséria....Cselédlány I.
- Kárpáti Péter: Akárki....Lány csecsemővel
- Parti Nagy Lajos: Ibusár megállóhely....Sárbogárdi Jolán
- Halász Péter: Önbizalom (A kínai)....Pixi
- Miller: Hegyi út....Bessie
- Shaffer: Amadeus....Constanza Weber
- Waterhouse-Hall: Hazudós Billy....Barbara
- Stendhal: Vörös és fekete....Mathilde; Elisa
- Szakonyi Károly: Adáshiba....Vanda
- Chapman-Marriott: Hunyd be a szemed és gondolj Angliára....Stella Richards
- Albee: Kényes egyensúly....Júlia
- Bródy Sándor: A medikus....Ada
- Farrell-Heller: Baby Jane....Edna
- García Lorca: Don Cristobal és Donna Rosita tragikomédiája....Donna Rosita
- Tasnádi István: Titanic vízirevü....Matyikné Sívó Kitty
- Csehov: Cseresznyéskert....Várja
- Kárpáti Péter: Világvevő....Mari
- Chikamatsu Monzaemon: Versekkel kártyázó szép hölgyek....Tonase úrnő
- Kárpáti Péter: Tótferi, avagy hogy született a világhőse, kinek keresztanyja a Szentpétör volt....Pistyom
- Webster: Amalfi hercegnő....Hölgy; Doktor
- Edson: Fekete angyal....Susie Monahan
- Egressy Zoltán: Kék, kék, kék....Cacala
- Mohácsi: A vészmadár - avagy hamar munka ritkán jó....Mónika
- O'Neill: A boldogtalan hold....Josie Hogan
- Dürrenmatt: A fizikusok....dr. Mathilde von Zahnd
- Dörrie: Happy....Charlotte
- Coward: Ne nevess korán....Monica Reed
- Tamási Áron: Vitéz lélek....Panna
- Misima: AOI....
- Csokonai Vitéz Mihály: Karnyóné....Karnyóné
- Füst-Dömötör: Czukor Show....Bay Nóra
- Schwajda György: Himnusz....Az asszony
- Tamási Áron: Énekes madár....Gondos Regina
- Csehov: Sirály - Csehov árnyékában....Arkagyina
- Znajkay Zsófia: Az ölében én
- Cziczó Attila: Előttem térdelsz (A király meztelen)....Katica

## Filmjei
| - Fekete Péter (1993) - Ábel az országban (1994) - Szeret, nem szeret (2002) - Alíz és a hét farkas (2009) - 1 (2009) - Égi madár (2011) - Munkaügyek (2012) - Foglyok (2019) - Drága örökösök (2019-2020) - Bátrak földje (2020) - Keresztanyu (2022) - Drága örökösök – A visszatérés (2023–2024) - Majdnem menyasszony (2024) | - Szamba (1996) - Nekem lámpást adott kezembe az Úr Pesten (1999) - Visszatérés (Kicsi, de nagyon erős 2.) (1999) - A mi szerelmünk (2000) - Utolsó vacsora az Arabs Szürkénél (2000) - Anyád! A szúnyogok (2000) - Valami Amerika (2001) - Kelj fel, komám, ne aludjál! (2002) - Egy hét Pesten és Budán (2003) - A mohácsi vész (2004) - Sóhajok (2005) - Premier (2006) - Team Buliding (2010) - Czukor Show (2010) - Csak a szél (2011) - Zanox – Kockázatok és mellékhatások (2022) |